# Лесное кладбище (Советск)
Лесное кладбище — захоронение в Советске русских и немецких солдат, погибших в годы Первой мировой войны, а также немецких военнослужащих и гражданского населения Тильзита, погибших в годы Второй мировой войны. Объект культурного наследия местного (муниципального) значения.

## История
Первые русские отряды появились в Тильзите 23 августа 1914 года, уже через три дня он был полностью захвачен армией генерала Ренненкампфа. При этом русский режим отличался мягкостью, а высокую культуру офицеров отмечали даже сами тильзитцы.
Бои у Тильзита произошли 12-13 сентября. Русские потери из-за ошибок командования и слабости связи составили более 3000 человек (к тому же, весь обоз и артиллерия).
16 сентября 1914 г. на Лесном кладбище хоронили немецких солдат. Погибших с русской стороны погребли на другой стороне кладбища. Впоследствии здесь же хоронили солдат, умиравших в лазарете для военнопленных. По инициативе обербургомистра Поля в 1918 году на братской могиле установили стелу и мемориальные плиты. В довоенное время Лесное кладбище было ухоженным, солидным, в середине него на холме находился крематорий.
Это было внушительное сооружение, состоящее из трёх частей, соединённое галереями. Средняя часть имела купол. Крематорий был построен в 1911—1913 годах. Его автор — городской советник по вопросам строительства, правительственный архитектор Гауер (Gauer). Сегодня от крематория остались лишь руины.
В период Второй мировой войны это захоронение сильно пострадало, а в первые годы послевоенные годы было разграблено. С братских могил сняли и вывезли в Литву надгробные плиты, в начале 1990-х удалось вернуть только часть плит. Только к 1955 году захоронение было обнаружено и приведено в более-менее приличное состояние.

Лесное кладбище, вид на руины крематория

С Перестройкой произошло изменение отношения к прошлому региона, и в частности, к памяти русских солдат. В 1989 году музей города Советска выступил с предложением обустроить братскую могилу и создать воинский русско-немецкий мемориальный комплекс. Для реализации этой цели стали проходить субботники, начались сборы подписей о необходимости реконструкции. 16 марта 1992 года главой администрации города было издано постановление «О реконструкции захоронения на улице Героев», с немецкой стороны активное участие в судьбе братской могилы принял «Народный Союз военных захоронений земли Рейланд Пфальц». Реконструкция проходила под руководством архитектора города Н. Рябова и при поддержке землячества «Тильзит» из г. Киля. 13 июня 1992 года при участии митрополита Кирилла был совершен крестный ход и установлен православный крест. Позже в Советске развернулся и международный молодёжный лагерь, где летом учащиеся Германии и России вели работы по уходу за братскими могилами. Отдельные памятные знаки здесь также были установлены в 2000 и 2006 гг.

## Описание
Кладбище расположено в парковой зоне.
От центральной аллеи дорожки ведут в разные части кладбища. В северо-восточном секторе захоронены 514 немецких военнослужащих и жители Тильзита. Там стоят каменные обелиски и кресты с именами погибших. Вдоль дорожки установлены вертикально четыре каменные плиты с выбитыми фамилиями погибших и валун с укрепленной табличкой с надписью на немецком языке: «Zum Gedenken an die Toten der Stadt Tilsit 1943 und 1944» (Город Тильзит в память о погибших). Центральный памятник, 4-метровый металлический лютеранский крест с бетонным бордюром, установлен в 2000 году при содействии германского Народного союза по уходу за военными захоронениями.
В юго-западном секторе установлена плита с православным крестом и надписью на немецком языке: «Hier ruehen 187 russische und 1 rumanischer Krieger 1914—1918» (Здесь похоронено 187 русских и 1 румынский воин). От плиты вдоль дорожки расположены надгробия. На захоронении 298 русских воинов в 2006 году установлена стела из чёрного гранита с православным крестом. Территория по периметру обнесена металлической оградой, дорожки вымощены тротуарной плиткой.
Захоронение немецких воинов и гражданского населения города Тильзита, погибших в годы Второй мировой войны, образовалось в ходе боевых действий.

## Галерея

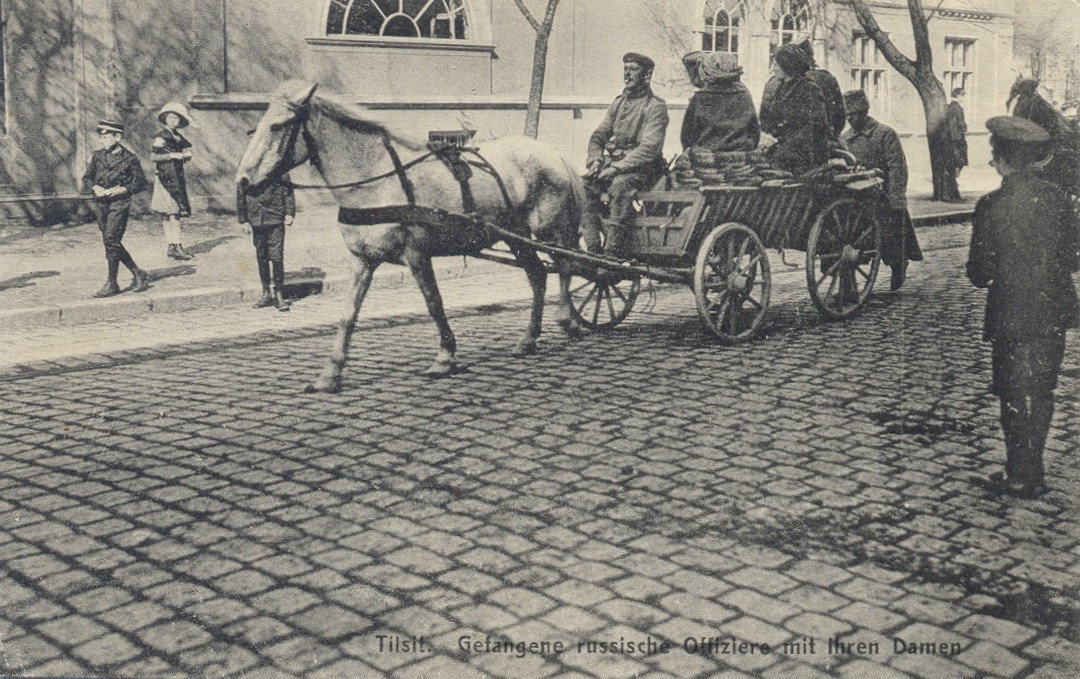
Пленные русские офицеры „с их дамами“ в Тильзите (с немецкой открытки времён Первой мировой войны)
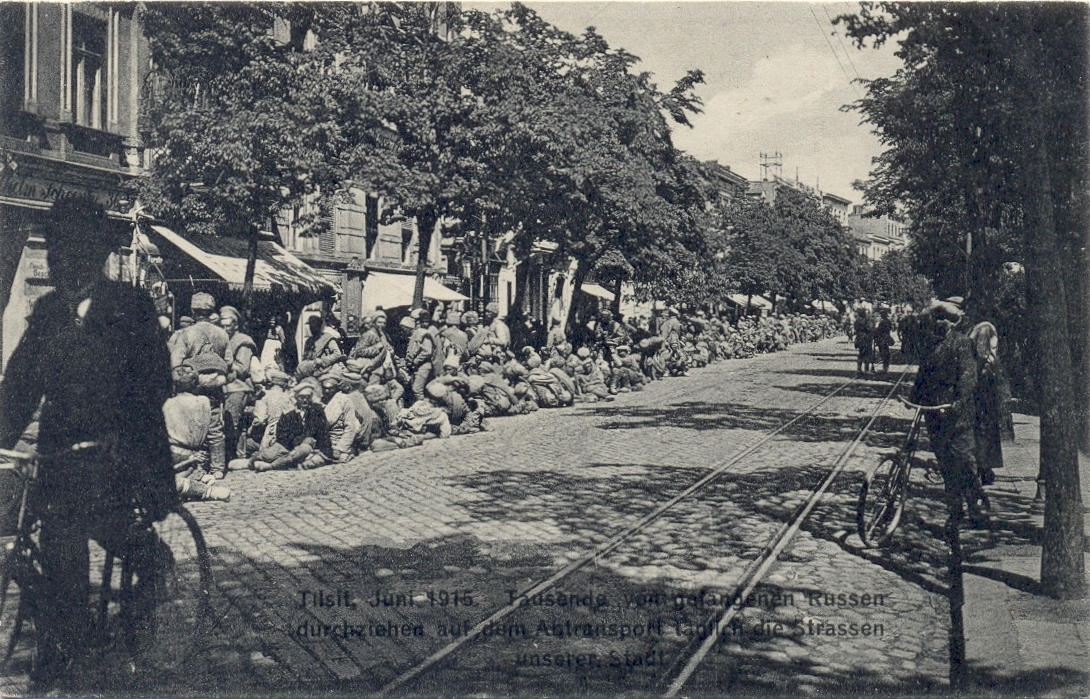
Русские военнопленные на улицах Тильзита (июнь 1915 г.) (с немецкой открытки времён Первой мировой войны)
Старинная капелла у входа в парк
Лесное кладбище
Плита с информацией